# Domenico Basa
Domenico Basa (Cividale del Friuli, 1510 circa – Roma, 1596) è stato un tipografo italiano.

## Biografia
Successe a Paolo Manuzio come direttore dell'officina degli Aldi nel 1561; nel 1587 fu per alcuni mesi direttore della stamperia vaticana di Sisto V e nel 1590 curò un'edizione della Vulgata di San Girolamo.
Diresse la stamperia papale fino al 1596.